# Karl Ehrenbolger
Karl Ehrenbolger (ur. 13 listopada 1899, zm. ?) – szwajcarski piłkarz grający na pozycji napastnika. W swojej karierze rozegrał 18 meczów w reprezentacji Szwajcarii, w których strzelił 1 gola.

## Kariera piłkarska
W swojej karierze piłkarskiej Ehrenbolger grał w klubach z Bazylei, Nordstern Basel i Concordii Basel.

## Kariera reprezentacyjna
W reprezentacji Szwajcarii Ehrenbolger zadebiutował 18 maja 1924 roku w wygranym 4:2 towarzyskim meczu z Węgrami, rozegranym w Zurychu. W 1924 roku wystąpił z kadrą Szwajcarii na Igrzyskach Olimpijskich w Paryżu. Zdobył na nich srebrny medal. Od 1924 do 1929 roku rozegrał w kadrze narodowej 18 meczów, w których strzelił 1 gola.